# 充足理由律
充足理由律 简述为：任何判断必须有（充足）理由。古希腊亚里斯多德的经典逻辑  只明确的描述了矛盾律、同一律、排中律三个基本公理。“充足理由律”是由德国哲学家莱布尼茨提出 , 并由德国哲学家亚瑟·叔本华在1813年发表的博士论文《论充足理由律的四重根》（英文：On the Fourfold Root of the Principle of Sufficient Reason）中进一步阐述。 叔本华还将充足理由律和矛盾律、同一律、排中律并列，把它看成经典逻辑的第四个思维规律公理。

## 公式化陈述
充足理由律具有多种表达方式，以下几个表述也许是所有这些表达方式最好的总结： 
- 对于每个实体X，如果X存在，那么对于X存在的原因有足够的解释（sufficient explanation）。
- 对于每个事件E，如果E发生，那么都有充分的解释说明为什么E会发生。
- 对于每个命题P，如果P为真，那么对于P为什么为真有足够的解释。

可以用推理(reasons)或原因(causes)来理解「足够的解释」的含义。 但与该时期的许多哲学家一样，莱布尼兹也没有仔细地区分两者。 但是，根据给出的解释，得出的充足理由律表述方式也大不相同（请参见： On the Fourfold Root of the Principle of Sufficient Reason#Payne's summary）。

## 叔本华的四种形式

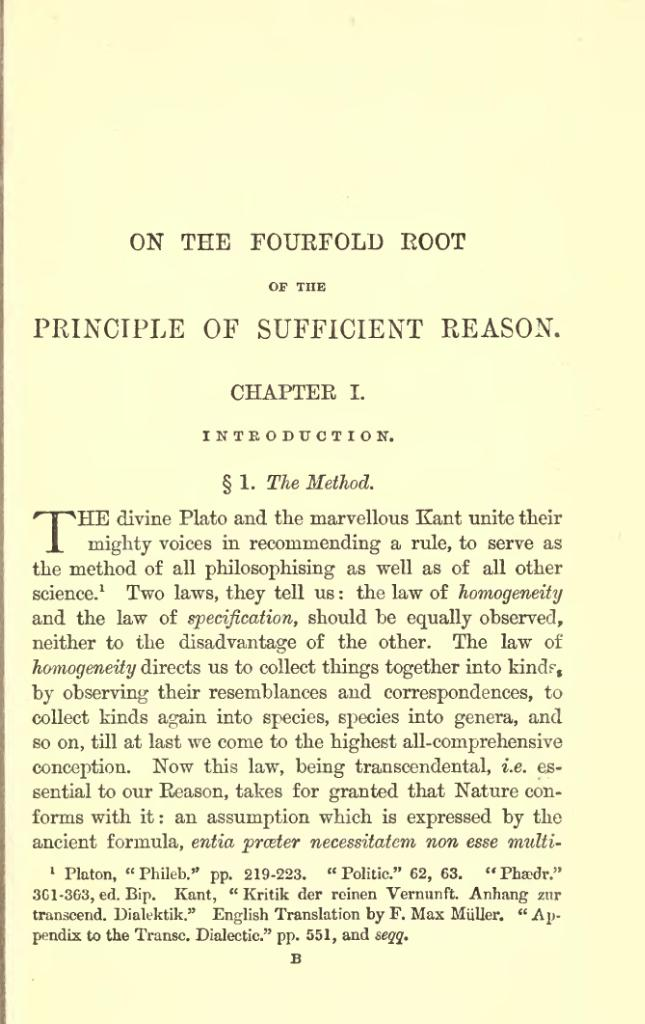
亚瑟·叔本华在1813年发表的博士论文1903年英语翻译版本的第一页

德国哲学家亚瑟·叔本华在1813年发表的博士论文《On the Fourfold Root of the Principle of Sufficient Reason》中进一步阐述了“充足理由律”的四种形式。
叔本华首先对充足理由律的本质作出了描述，他说在他之前这条定律的被不明其理的人们滥用了，从而常常使人陷入谬误和混乱。在他看来，充足理由律的两种基本性质被混淆了，一是将它用于判断，即判断为真的理由，其次是将它用于对象的变化，即事物变化的原因，这两者实质上是不同的。事实上，叔本华认为充足理由律有四种不同的意义，即一切表象都可以从四个层次上进行解释，从而将这四种意义比喻为“四重根”。
「充足理由律在叔本华那里具有一种先验的地位，即它是不能证明的公理。」叔本华认为康德等人试图证明它是徒劳无功的，因为为了证明一个特定命题，就必须假定一个给它正确的理由，而这个理由却正是充足理由律。为了证明它，就必须假定它成立，所以证明这个命题将陷入不可避免的循环论证。他的这种思想在一定程度上影响了维特根斯坦。此外，叔本华将充足理由律和矛盾律、同一律、排中律并列，把它看成第四个思维规律公理。

叔本华认为充足理由律的四种不同表现形式分别是：因果律，逻辑推论，数学证明，行为动机。这四种形式并不作为证明充足理由律的原因，而是充足理由律在这四者中表现其自身。
1. 叔本华认为因果律只作用于表象之间而和物自体没有丝毫联系，而且一切表象间都受到因果律影响，任何事物的变化都有其先前的一个原因。像上帝这样一个不动的动者或者不存在的东西进入存在被叔本华认为是绝对不可能的。基于这个立场，叔本华既是个坚定的无神论者又是一个完全的宿命论者。
2. 逻辑真理的成立必然存在一个先验的、在它之前的真理，这是充足理由律的表现形式的第二个形式。叔本华将引导至真理的途径分为逻辑的，经验的，先验的，超验的。这四种理由和根据证明真理本身的同时也表现了充足理由律。
3. 因果律中的表象被认为是时间和空间中纯粹直观的表象，而时间和空间本身是在对表象观察中被感性地连续知觉到的表象，两者间的本质区别是物质。这里叔本华沿用了康德的看法，时间和空间分别对应于数学和几何。时空中的表象是数学证明的前提而不是它可证明的依据。
4. 人的行为动机被叔本华认为是充足理由律第四种形式。也就是说，人的每一个行为必有其动机上的原因，并从动机上得到解释。事实上这一看法引出了他的另一部著作《作为意志和表象的世界》，也奠定了它的伦理学说。

## 充足理由律是经典逻辑基本公理之一
经典逻辑建立于四个基本公理：同一律, 排中律, 无矛盾律(也被称为矛盾律),和充足理由律。 古希腊亚里斯多德的经典逻辑只明确的描述了矛盾律、同一律、排中律三个基本公理。充足理由律是由德国哲学家莱布尼茨提出， 并由叔本华将充足理由律进一步分析和阐述，并将其和矛盾律、同一律、排中律并列，把它看成经典逻辑的第四个思维规律公理。
- 同一律：事物只能是其本身。符号化为 A = A。
- 排中律：對於任何事物在一定條件下的判斷都要有明確的“是”或“非”，不存在中間狀態。符号化为 (A ∨ ¬A)。
- 矛盾律：在同一時刻，某個事物不可能在同一方面既是這樣又不是這樣。符号化为  ¬(A ∧¬A)。
- 充足理由律：任何判断都必须有充足理由。人们最容易忽略的就是充足理由律，没有充足理由，整个演绎推理的结论就不牢固。

## 參看
- 经典逻辑
- 传统逻辑
- 思维规律
- 同一律
- 排中律
- 矛盾律
- 亚瑟·叔本华
- 哲學